# 1000 Piazzia
1000 Piazzia è un asteroide della fascia principale del diametro medio di circa 47,78 km. Fu il millesimo pianeta minore ad essere numerato, venne scoperto nel 1923 e fu così denominato in onore di Giuseppe Piazzi, scopritore di 1 Cerere. Presenta un'orbita caratterizzata da un semiasse maggiore pari a 3,1754530 UA e da un'eccentricità di 0,2548956, inclinata di 20,55688° rispetto all'eclittica.
Il periodo di rotazione, secondo quanto scoperto da Robert D. Stephens nel 2001, è di 9.47 ore.
Piazzia passa vicino a Marte ad una distanza di circa 1.33 UA, sebbene nel 1638 passò a quasi 1 UA. Il prossimo passaggio ravvicinato sarà tra circa 14 000 anni.